# Ermita de Nuestra Señora de Ayala
La ermita de Nuestra Señora de Ayala es una edificación religiosa de estilo románico situada en la localidad de Alegría-Dulantzi (Álava, España) vinculada con el trazado del Camino de Santiago.

## Contexto
A apenas un kilómetro de Alegría-Dulantzi, se encuentra esta edificación románica de la Llanada alavesa que data del s. XIII. Está situada donde estaba el mortuorio de su mismo nombre. En su ubicación se han encontrado restos arqueológicos como las peanas de un antiguo vía crucis y algunos sarcófagos que están a la vista. Tanto en su exterior como en su interior, la ermita conserva elementos decorativos que revelan el importante vínculo del templo con el Camino de Santiago.El tramo de la vía en el que se ubica la ermita, conocida como Camino de los romanos, hace referencia a la importante vía romana denominada Ab Asturica Burdigalam (A 34) que unía Astorga con Burdeos, y atravesaba la provincia de Álava. Continuó en uso durante la Edad Media, formando parte de la ruta de peregrinación que lleva a Compostela.

## Historia

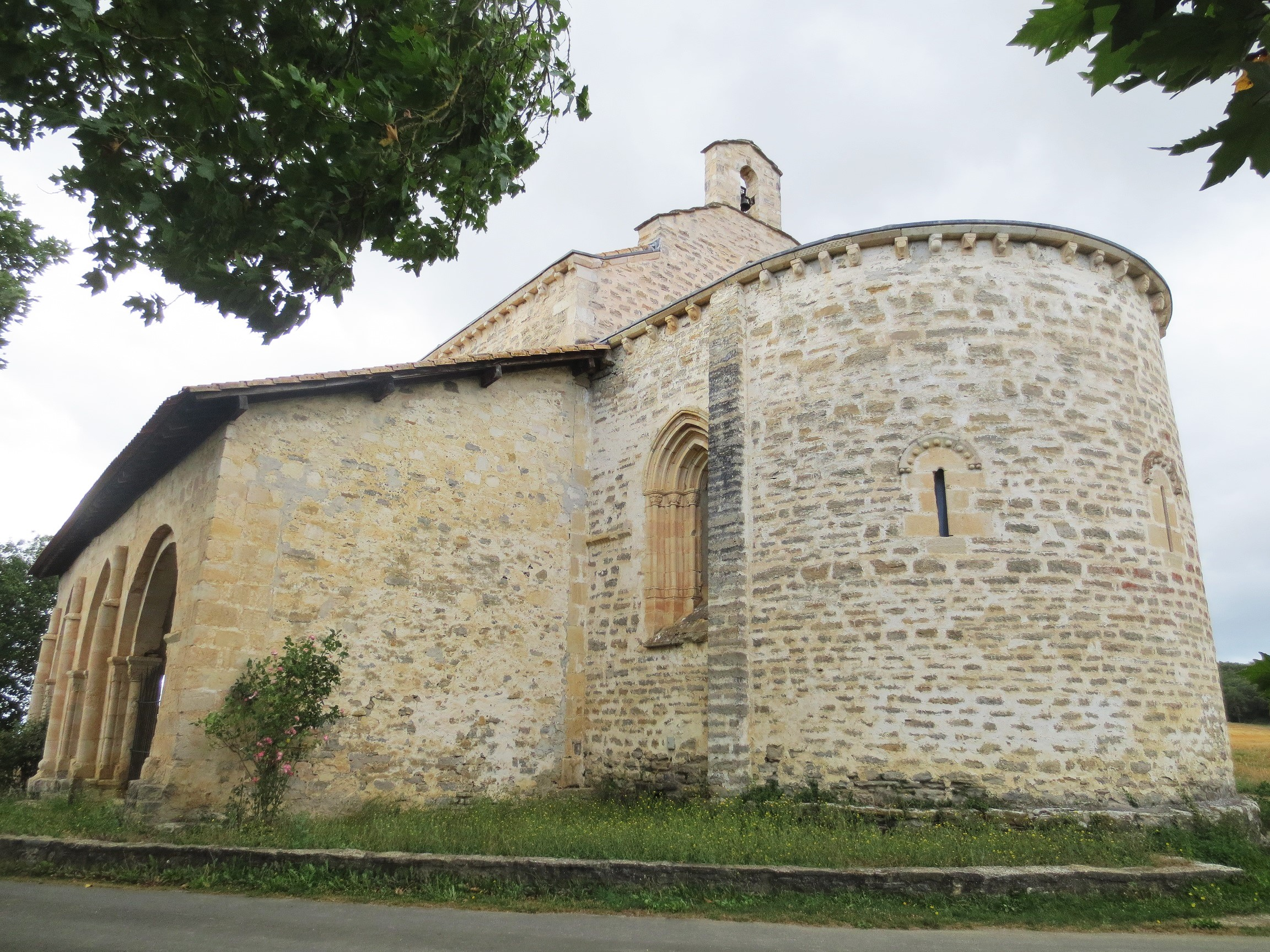
Exterior de la ermita

En la Edad Media, este edificio era el templo parroquial de la aldea altomedieval de Ayala, ya desaparecida, que fue despoblada en el siglo XIV al ser abandonada por sus habitantes que se trasladaron al núcleo de Dulantzi. Este núcleo consiguió el privilegio de villazgo en 1337 de la mano de Alfonso XI, y atrajo a la población que vivía en las aldeas circundantes. El abandono de la aldea de Ayala trajo consigo la desaparición de la misma, quedando como único testigo del poblado su iglesia rural,que data del siglo XIII, aunque podría haber estado ejecutado en varias fases.
A finales del siglo XIX, la iglesia se hallaba prácticamente en ruinas. Varias restauraciones acometidas evitaron su derrumbe definitivo, pero tuvieron como consecuencia que la altura del pórtico quedara ligeramente reducida. Es por esta razón que, actualmente, las piezas románicas sobrantes, como restos de columnas y capiteles, se encuentran reubicadas en el interior del espacio porticado.
El tramo de la vía en el que se ubica la ermita es el llamado Camino de los romanos, llamado así por haber sido una relevante vía romana denominada Ab Asturica Burdigalam, que atravesaba Álava y comunicaba Astorga con Burdeos. Esta vía, que siguió utilizándose en la Edad Media, forma parte del Camino hasta Compostela.

## Descripción

### Exterior
La estructura del templo contempla una sola nave con tres tramos, una cubierta de cañón y un ábside semicircular de grandes dimensiones. Hay tres ventanas en el ábside y dos de ellas son saeteras rematadas con arcos; la tercera, ubicada en el tramo sur del presbiterio, es de estilo gótico y se abrió con posterioridad. Está hecha con sillería de piedra caliza rosada. Se aprecia un buen número de arquivoltas muy apuntadas y seis columnas en cuyos capiteles se aprecian motivos vegetales y cabezas humanas, tanto masculinas como femeninas.

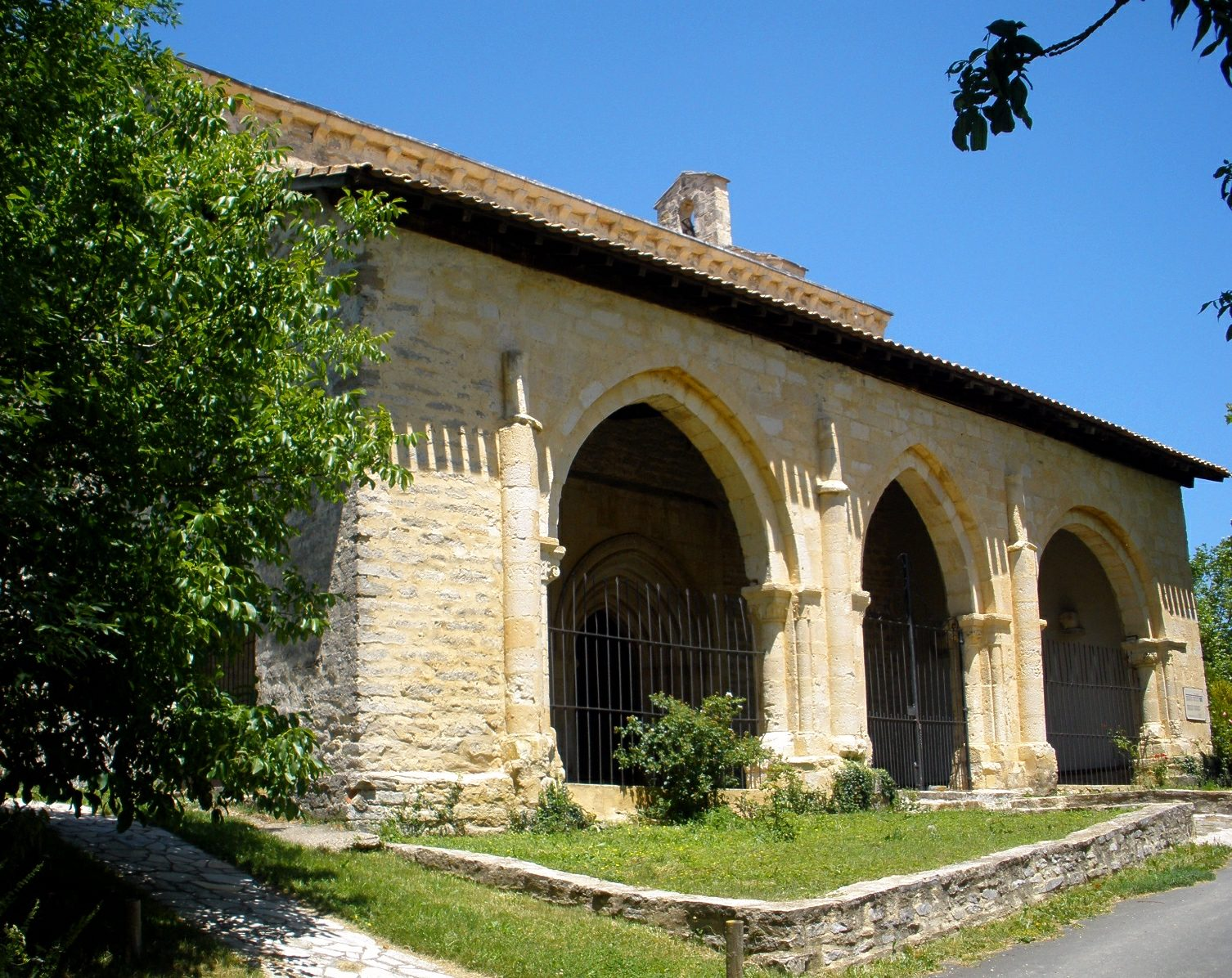
Galería porticada de Nuestra Señora de Ayala

El pórtico de esta ermita es singular, una peculiaridad entre los pórticos medievales que podemos encontrar en Álava, similar al de la cercana localidad de Erentxun. En relación con la influencia del Camino de Santiago en la iglesia, cabe destacar, además, que el hecho de que el pórtico sea tan grande pudo deberse a la voluntad de ser amparo de los peregrinos a quienes se les hacía de noche caminando. El paso del románico al gótico se aprecia en los tres arcos del pórtico, siendo uno de medio punto y los otros dos, ojivales.Cabe destacar que el pórtico carece del pódium que sí tienen los que encontramos en edificaciones vecinas castellanas y navarras. Esta es la razón por la que el interior comunica con el exterior a ras de suelo. Otra diferencia significativa es el gran tamaño de los tres arcos apoyados sobre pilares y columnas, típicos de los soportes interiores de edificaciones románicas, pero no respondiendo a la morfología habitual de otras galerías porticadas.

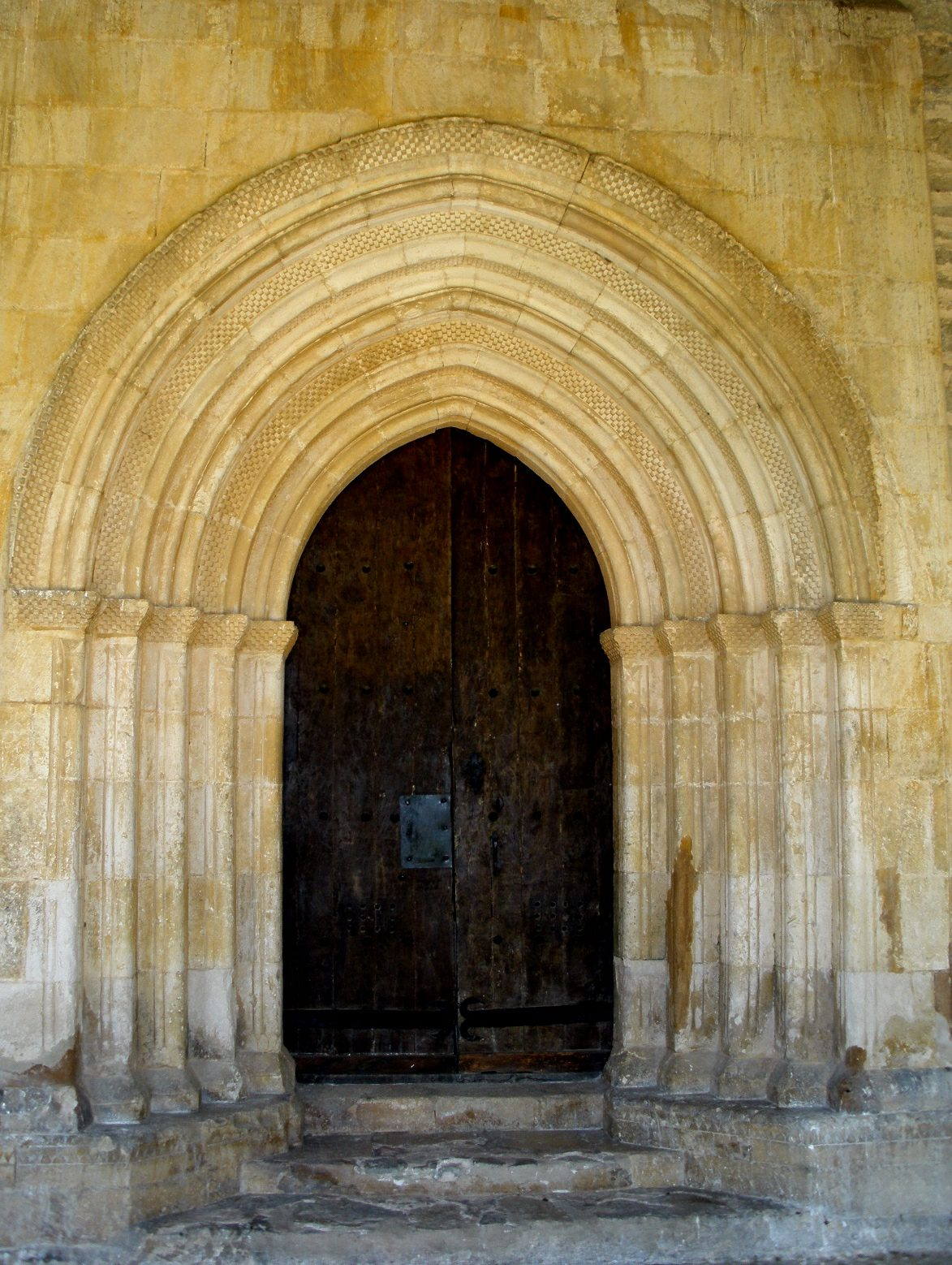
Puerta de entrada a la ermita

Los canecillos que decoran el alero —influencia del paso del Camino de Santiago— se han conservado bien y resultan de gran interés; se muestran símbolos como la piña o la concha y también elementos como los que pueden verse en el románico de la zona de Gorbeialdea, como son una fiera que sostiene algo indefinido entre sus fauces, un hombre y una mujer exponiendo sus genitales y varios personajes con rostros anchos. Uno de los motivos más relevantes es una cruz patada, la más frecuente en la Edad Media y que también aparece en las cruces de consagración del interior.
La puerta, los ventanales y el pórtico son de sillería tallada. El resto de la ermita está construido con pequeños sillarejos. La puerta de entrada al templo está en el muro meridional y se compone de un vano apuntado rodeado de cinco arquivoltas. En la decoración se combinan superficies lisas, boceles y escocias, y también amplios ajedrezados. Los apoyos son jambas, no hay columnas.

### Interior

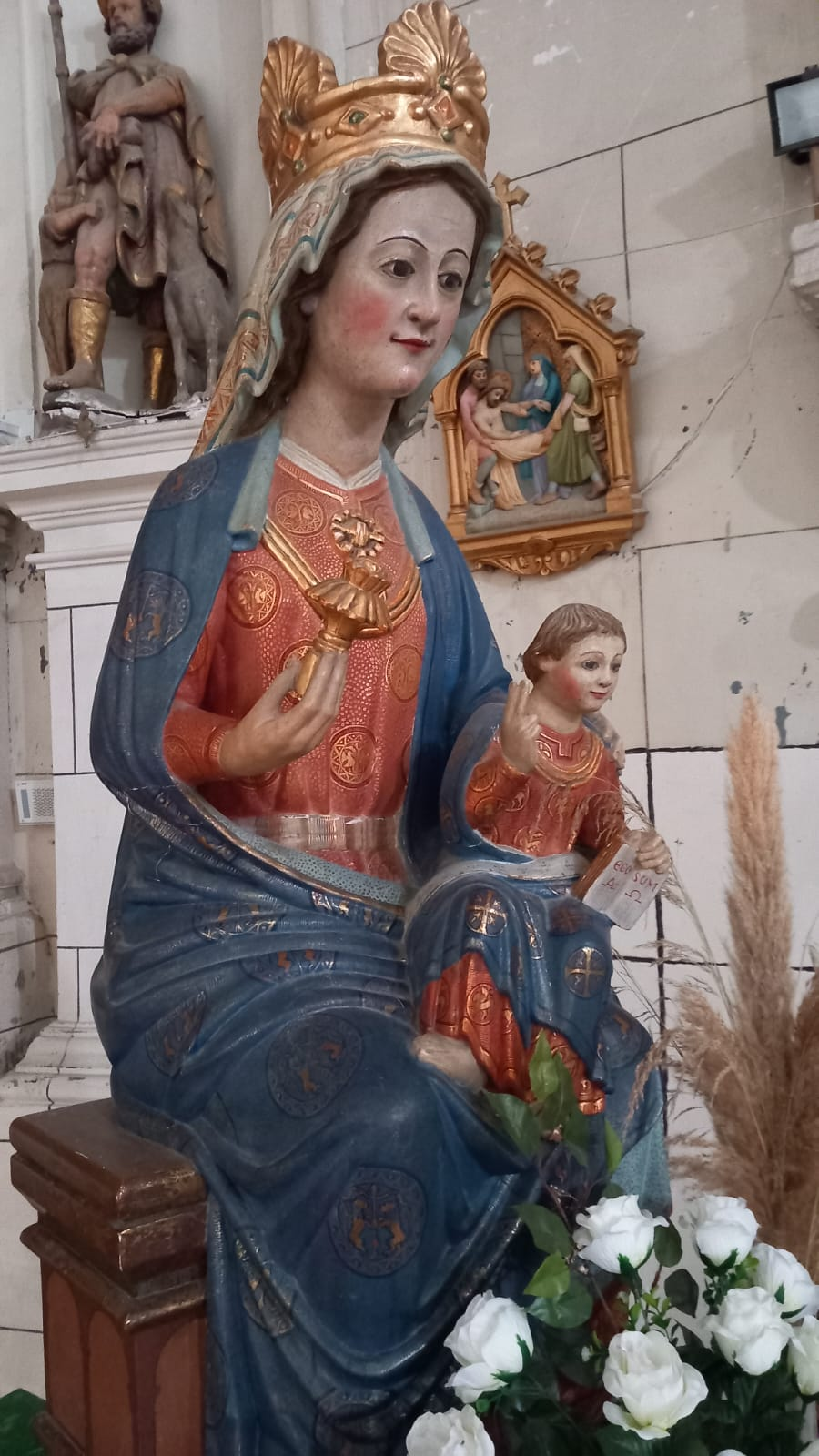
Talla original de la Virgen de Ayala

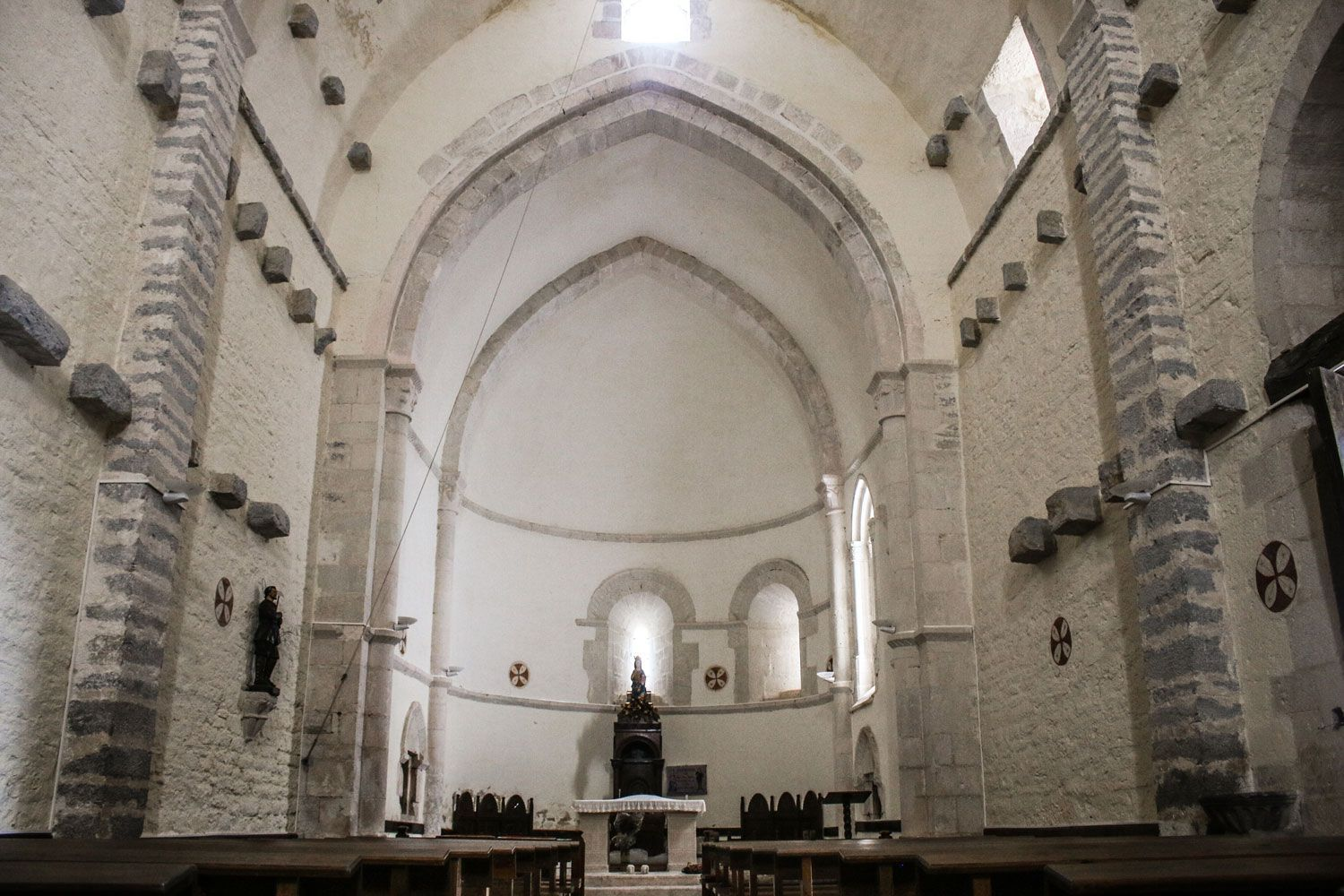
Fotografía: Ondare Irekia

Durante siglos, hubo en el templo una escultura sedente de la Virgen de Ayala, de estilo gótico, que data del siglo XIV. La representación de la Virgen de Ayala es una talla gótica de madera. Muestra a una Virgen María coronada y sonriente. Con la mano izquierda sujeta al Niño Jesús que porta el Libro de la Vida y está en actitud de bendecir; en la mano derecha, la Virgen lleva una flor. En la actualidad, por cuestiones de seguridad, la talla de la Virgen y el Niño está custoridada en la iglesia parroquial de San Blas de Alegría; una réplica ocupa su lugar en la ermita.
 

La ermita presenta un interior sobrio, característico de la arquitectura cisterciense. Cabe desacar el total abovedamiento en piedra: la nave y el presbiterio, por bóveda de medio cañón y el ábside por cuarto de esfera.Destaca su amplitud y la altura de las afiladas bóvedas de cañón. En los muros que rodean las naves se observan canecillos que sobresalen en tres hileras. Se cree que esta estructura pudo responder a dar soporte a la estructura de la tribuna de madera, diseñada para dar cabida a un mayor número de personas.

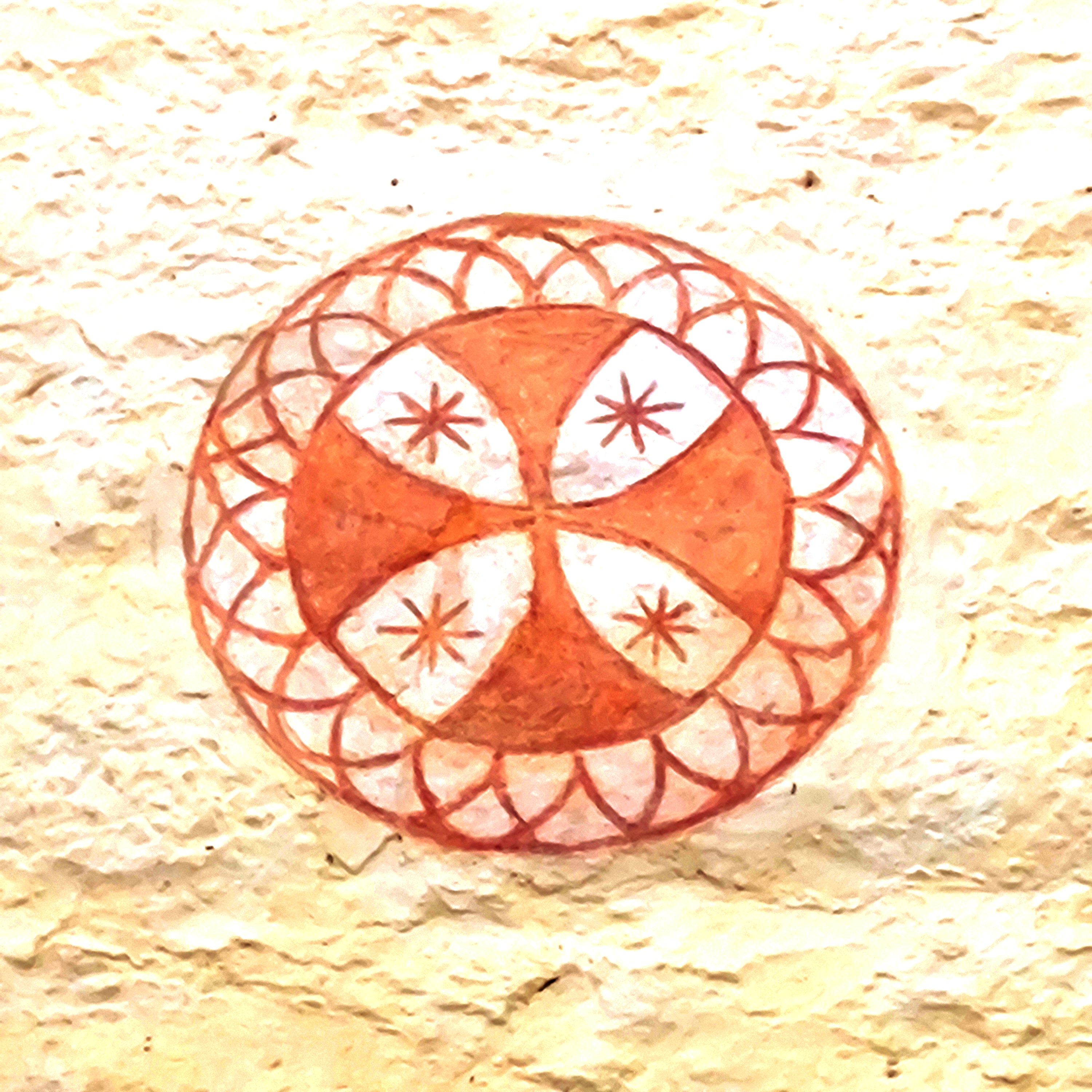
Cruz de consagración

La influencia del Camino de Santiago en la decoración de la ermita se aprecia en muchos elementos. Entre ellos, los motivos decorativos de los capiteles del presbiterio. Lo más reseñable de la decoración de la ermita de la Virgen de Ayala son las doce cruces de consagración de color rojo que rodean los muros del templo. Son elementos pictóricos medievales que se se llevaban a cabo durante el acto de consagración de una iglesia. Este rito era oficiado por el obispo, quien pintaba las cruces para pedir la protección del templo. La ermita de Ayala es la única edificación religiosa que contempla las doce cruces de la consagración, por ello es considerada una construcción de gran importancia patrimonial dentro del Camino de Santiago.
Las cruces de consagración medievales que se observan en el perímetro del templo fueron pintadas en su rito de consagración. Era costumbre, después de transportar las reliquias de un nuevo santo, dar tres vueltas a su alrededor, tras lo cual se arrojaba agua bendita sobre las paredes. Luego pasaban al interior, donde, entre otros rituales, pintaban unas cruces a modo de protección. Generalmente se pintaban doce, en honor a los apóstoles y se encendía una vela sobre ellos. Este ritual no se realizaba en todas las iglesias; hasta el momento, solo se tiene constancia de que se hiciera en otra iglesia en Álava: la de San Martín de Tours, en Arbulo. Pero el caso de la ermita de Nuestra Señora de Ayala es más relevante porque se conservan las doce cruces. La historiadora del arte Irati Aguirre Erice ofrece en detalle información sobre su uso y simbolismo, en la conferencia 'Las cruces de consagración en las iglesias románicas de Álava', ofrecida para Álava Medieval.